# Cuộc tái chiếm Constantinopolis (1261)
Cuộc tái chiếm Constantinopolis năm 1261 được quân lính của Đế quốc Nicaea, nhà nước kế thừa mạnh mẽ nhất của Đông La Mã thực hiện. Qua đó, Đế quốc Đông La Mã đã được trung hưng trong khi Đế chế Latinh cùng các chư hầu của mình ở Hy Lạp lần lượt sụp đổ.

## Bối cảnh

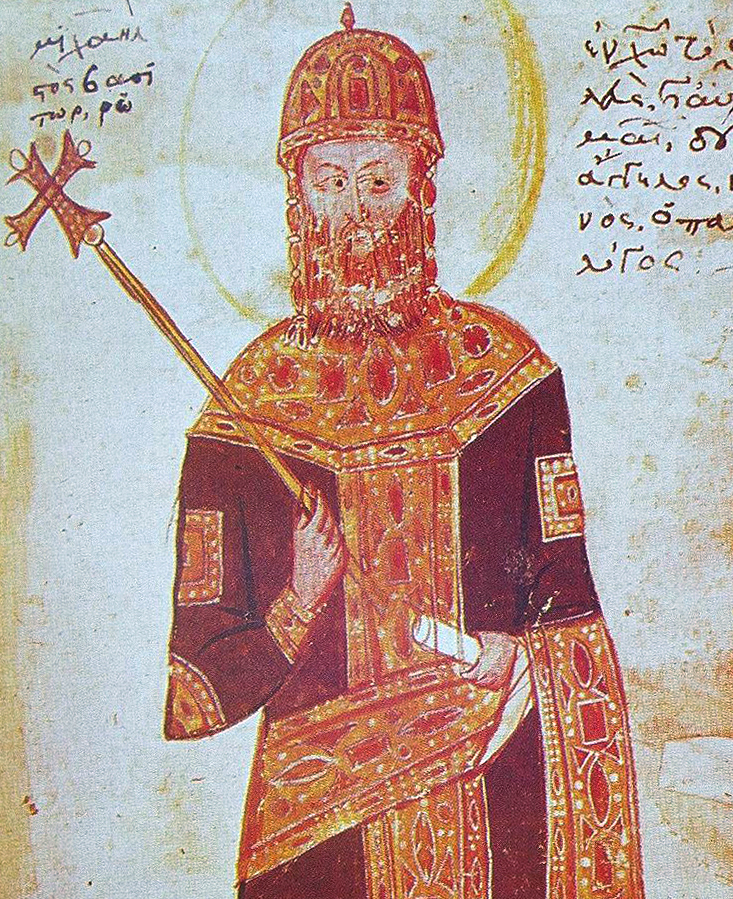
Hoàng đế Mikhael VIII Palaiologos

Năm 1204, như một trong những hậu quả của cuộc Thập Tự Chinh thứ Tư, Constantinopolis bị cướp bóc và chiếm đóng, kéo theo đó là sự sụp đổ của Đế quốc Đông La Mã. Thập Tự Quân chia cắt lãnh thổ của Đế quốc Đông La Mã thành nhiều quốc gia Latinh nhỏ hơn, lớn nhất là Đế chế Latinh. Tuy nhiên, phần lớn lãnh thổ Đông La Mã vẫn còn được các hoàng thân Đông La Mã kiểm soát và họ lần lượt giương cờ đứng lên chống lại kẻ thù, đồng thời xây dựng các vương quốc của riêng mình họ: Lãnh địa Bá vương Epirus, Đế quốc Trebizond và Đế quốc Nicaea. Đặc biệt là Đế quốc Nicaea, đế quốc đã mở rộng phạm vi ảnh hưởng của mình ở Anatolia và tiến tới gần sát kinh thành Constantinopolis.
Mùa hè năm 1261, nhiếp chính và hoàng đế của Nicaea, Mikhael VIII Palaiologos bắt đầu chuẩn bị cho cuộc chiến giành lại Constantinopolis. Bước đầu tiên, ông thực hiện một liên minh với Cộng hòa Genoa, cam kết sẽ cùng Genoa chống lại thành Venice trong chiến tranh Saint Sabas, nhằm cân bằng sức mạnh hải quân trên biển với hải quân Venice đang bảo vệ vùng biển của Constantinopolis. Tháng 7 năm ấy, ông thực hiện bước thứ hai bằng việc cử tướng quân Alexios Strategopoulos đem 800 quân lính, chủ yếu là lính đánh thuê Cuman và bộ binh tiến vào Tharce nhằm gây rối loạn hậu phương của người Latinh và kiểm tra các hàng phòng thủ của thành phố Constantinopolis. Sau khi vượt qua biển Marmara, Alexios ra lệnh hạ trại ở Silivri. Tại đây, một số người Hy Lạp trung thành với Đông La Mã đã báo cho ông biết rằng đa số quân đội Latinh và hạm đội Venice đã được điều tới tấn công pháo đài của đảo Dafnusiya ở Bosporus, và Constantinopolis chỉ có khoảng 1000 quân bảo vệ. Đồng thời, họ cũng chỉ cho Alexios một lối vào bí mật giữa các bức tường thành của thành phố, cho phép một só ít binh lính của ông có thể lẻn vào trong thành phố dễ dàng. Với Alexios, đây là cơ hội vàng không thể bỏ qua vì thế ông ra lệnh cho đội quân của mình thẳng hướng Constantinopolis.

## Trận chiến

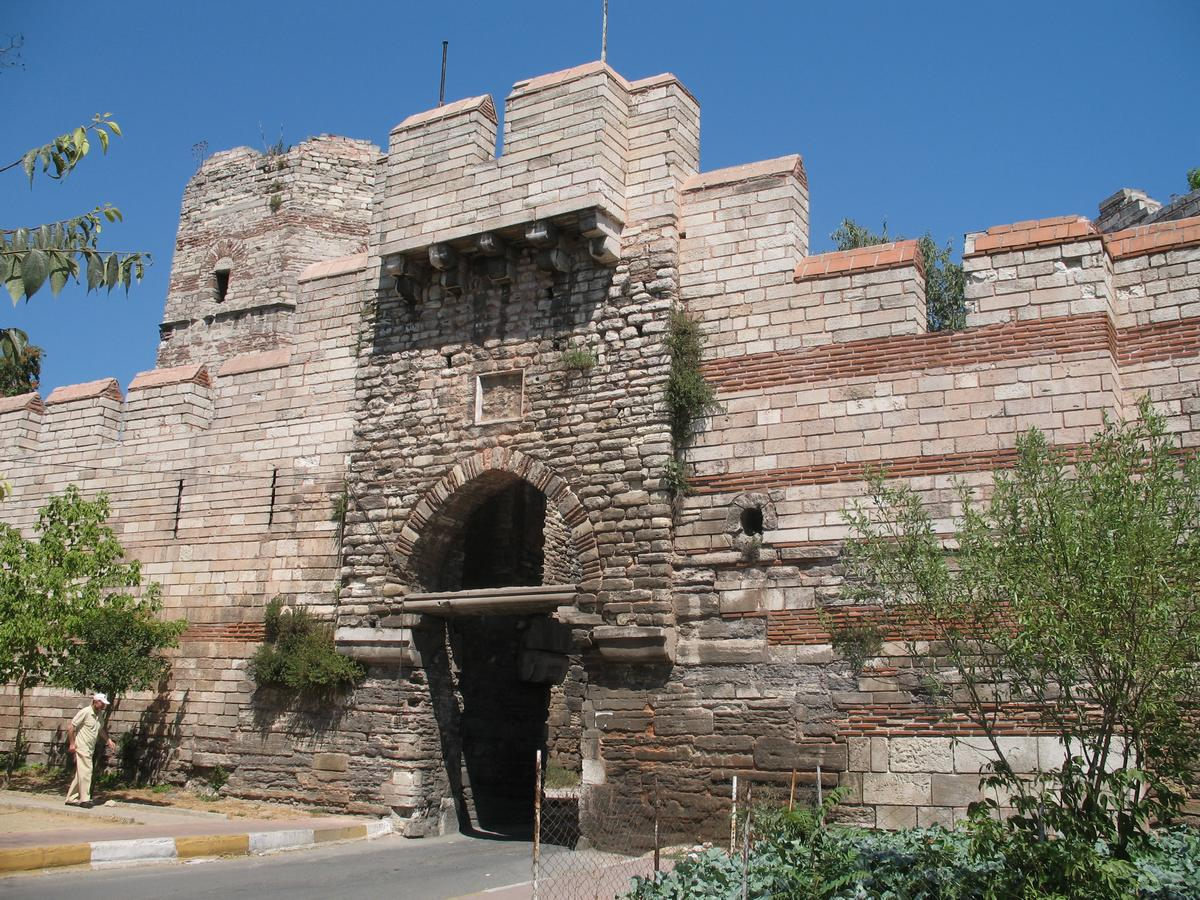
Cổng Xuân (Pege) hoặc Cổng Selymbria, mà tướng Strategopoulos đã dẫn quân tiến vào thành Constantinopolis vào ngày 25 tháng 7 năm 1261.

Cuộc tấn công vào thành phố hoàn toàn không được định sẵn, tuy nhiên Alexios vẫn gửi phó tướng của ông đến Nicaea báo cáo tình hình. Đêm ngày 25 tháng 7 năm 1261, quân trinh sát của Alexios tiến vào thành phố thông qua một lối vào bí mật và mở Cổng Silivriyskie ra cho số quân còn lại vào thành. Rạng sáng ngày 26 tháng 6, quân Nicaea tràn vào thành phố và áp đảo các binh lính Latinh vừa mới tỉnh giấc. Để tăng thêm nỗi sợ hãi cho kẻ thù, Alexios ra lệnh cho bính sĩ leo lên các mái nhà của Constantniopolis rồi bắn tên tẩm lửa thiêu cháy các tàu thuyền Venice đang neo đậu trong Golden Horn. Những người dân Hy Lạp nhanh chóng xuống đường hân hoan, hô to: "Hoàng đế Mikhael Vạn Tuế", "Đế quốc La Mã Vạn Tuế",... Khi hoàng đế Latinh Baldwin II bị đánh thức và nhận tin rằng thành phố bị tấn công, ông vội cố gắng tập hợp nhũng binh lính người Pháp đang rất uể oải lại song vô hiệu. Không ai biết được gì về các lực lượng Nicaea đang tấn công Constantinopolis, do đó, hoàng đế cho rằng người Hy Lạp đang tấn công thành phố bằng một đội quân lớn. Cuối cùng, Baldwin đã chạy trốn đến đảo Euboea bằng tàu của một thương nhân Venice. Những người dân Latinh và Venice nhốn nháo chạy dến cảng biển Golden Horn, hy vọng có thể chạy trốn lên các tàu thuyền.
Khoảng 1000 người Pháp đã cố gắng kháng cự giữ các vị trí của họ, rồi cuối cùng tháo chạy vào ẩn náu trong các tu viện và cống nước. Người Hy Lạp nhân từ đã tha mạng cho họ rồi áp tải họ xuống các tàu sắp rời đi. Cùng ngày, tàn quân Pháp bị đánh bại và mất tinh thần bỏ chạy được đến đảo Euboea nhưng không phải ai cũng may mắn như họ, trong 30 tàu Venice rời đi có rất nhiều người chết vì đói trước khi xuống được đất liền. Quân Latinh lúc này ngay lập tức đã lên tàu đi tới thành phố, hy vọng có thể giành lại được Constantinopolis. Tuy nhiên, không ai biết bất cứ thông tin gì lực lượng Đông La Mã đã chiếm thành phố, vì thế tướng Alexios đã cố gắng tạo ra sự xuất hiện của một quân đội rất lớn. Những người dân địa phương vui mừng chào đón sự thất bại của người Latinh, đã cải trang thành binh sĩ và cầm vũ khí đứng lên trên các bức tường. Và khi các tàu Latinh tiến gần đến tường thành, họ thấy rất nhiều binh lính đứng trên tháp canh và các bức tường, cùng tên và đạn lửa bắn ra như mưa. Sợ phải chịu một thất bại nặng nề, tàn quân Pháp đi thuyền tới Italia để báo cáo những tin tức khủng khiếp cho phương Tây về sự sụp đổ của Đế chế Latinh..

## Hệ quả
Sau khi giành lại Constantinopolis, Alexios Strategopoulos gửi sứ thần tới Michael báo tin đã chiếm được thành phố. Ngày 15 tháng 8 năm 1261, Michael cùng đoàn quân chiến thắng của mình tiến vào Constantinopolis qua cổng Golden Gate. Sau đó, ông đi tới tu viện Studion trong nhà thờ Hagia Sophia, nơi ông gặp Stratigopul và Thượng Phụ Arsenius..